# کنون‌بال (کمیک)
کنون‌بال (به انگلیسی: Cannonball) با نام اصلی ساموئل «سم» زکری گاتری، یک شخصیت خیالی ابرقهرمان در کتاب‌های کامیک منتشر شده توسط مارول کامیکس است، که اغلب با گروه مردان ایکس مرتبط است. شخصیت کنون‌بال توسط نویسنده کریس کلیرمونت و طراح باب مک‌لئود خلق شده‌است؛ که برای اولین بار در شمارهٔ ۴ از مجموعه رمان گرافیکی مارول: جهش‌یافته‌های جدید (۱۹۸۲) حضور پیدا کرد. سم گاتری در کامبرلند، کنتاکی به دنیا آمده است و بزرگترین پسر در میان یازده فرزند لوسیندا و توماس گاتری، معدنکار زغال‌سنگ بود. او عضو یکی از زیرشاخه‌های بشریت با نام جهش‌یافته‌ها به شمار می‌رود که با توانایی‌های ابرانسانی شامل به حرکت درآوردن خود در هوا با سرعت جت مانند یک راکت انسان به دنیا آمده است. او همچنین برادر بزرگتر شخصیت ابرقهرمان هاسک (پیج گاتری) به‌شمار می‌رود.
چارلی هیتون در فیلم جهش‌یافته‌های جدید (۲۰۲۰) به کارگردانی جاش بون، وظیفه بازی در این نقش را بر عهده داشت.